# Barrio Uno (Ezeiza)
Barrio Uno ist ein Stadtteil von Ezeiza im südöstlichen Argentinien. 

## Lage
Barrio Uno ist gelegen am westlichen Ende von Gran Buenos Aires, dem Ballungsraum der Hauptstadt Buenos Aires. Es liegt 27 Kilometer südwestlich des Zentrums.

## Geschichte
1944 ließ während der Präsidentschaft von Juan Domingo Perons der Minister für öffentliche Arbeiten Pistarini drei neue Wohnviertel für die Arbeiter des Flughafens gründen. Das einzige, das realisiert wurde, war Barrio Uno.